# Niapa
Niapa est village administratif situé dans le département de Niou, dans la province du Kourwéogo dans la région Plateau-Central au Burkina Faso.

## Géographie
Niapa se trouve à environ 12 km au nord-est de Natenga (anciennement appelé Niou), ainsi qu'à 20 km au nord-est de Boussé, le chef-lieu provincial. Le village est à environ un (01) kilomètre de Kourian.

## Économie
L'économie du village de Niapa est essentiellement constituée de la vente des produits issus de l'agriculture et de l'élevage. 

## Santé et éducation
Le centre de soins le plus proche de Niapa est le centre de santé et de promotion sociale (CSPS) de Kourian (dans le département voisin de Boussé) tandis que le centre médical avec antenne chirurgicale (CMA) de la province se trouve à Boussé.
Le village de Niapa dispose de deux écoles primaires publiques. L'une dans le quartier principal et l'autre dans le quartier Téo. [réf. souhaitée]